# Ari Jónsson
Ari Mohr Jónsson (ur. 22 lipca 1994) – farerski piłkarz, grający na pozycji obrońcy.

## Kariera klubowa
Jónsson od początku profesjonalnej kariery związany jest z klubem Silkeborg IF.

## Kariera reprezentacyjna
W reprezentacji Wysp Owczych zadebiutował 7 czerwca 2013 roku w meczu eliminacji mistrzostw świata przeciwko Irlandii. Na boisku przebywał przez pełne 90 minut.
| Mecze i gole w reprezentacji | Mecze i gole w reprezentacji | Mecze i gole w reprezentacji | Mecze i gole w reprezentacji | Mecze i gole w reprezentacji | Mecze i gole w reprezentacji | Mecze i gole w reprezentacji |
| #                            | Data                         | Stadion                      | Rywal                        | Wynik                        | Gol                          | Rozgrywki                    |
| 2013                         | 2013                         | 2013                         | 2013                         | 2013                         | 2013                         | 2013                         |
| ---------------------------- | ---------------------------- | ---------------------------- | ---------------------------- | ---------------------------- | ---------------------------- | ---------------------------- |
| 1.                           | 07.06.2013                   | Dublin, Irlandia             | Irlandia                     | 0:3                          | 0                            | El. MŚ 2014                  |